# Комельков Юрій Олександрович
Ю́рій Олекса́ндрович Комелько́в (нар. 30 вересня 1962, Сіверськ Донецької обл.) — видавець, галерист, колекціонер. Засновник рекламного агентства повного циклу «Атлант ЮЕмСі» (1997), фундатор журналу «Ре!Zони» (2001), засновник компанії «Арт-блюз» (2002) та галереї «Арт-блюз» (2004), власник галереї «Триптих» (2003), фундатор і головний редактор журналу «Аура» (2007), засновник інтернет-платформи «Культпростір» (2014). Ініціатор і керівник благодійного фонду художника Івана Марчука (2005) та фундації «КультАура» (2013). Завідувач «Музею авангарду» (філії Музею історії Києва) (2025).
Почесна грамота Кабінету Міністрів України (протокол № 49 від 24 вересня 2008) — «за високі виробничі досягнення у розвитку видавничої і рекламної справи та значний особистий внесок у забезпечення успішного проведення у травні 2008 р. у м. Києві щорічних зборів Ради керуючих Європейського банку реконструкції та розвитку».

## Біографія
Навчався у с/ш № 1 Сіверська Донецької обл. (1979). Закінчив з відзнакою Київський медичний інститут ім. О. О. Богомольця (1985, лікувальний факультет). Паралельно закінчив Харківський художньо-промисловий інститут (1985, факультет промислового дизайну) за системою народної освіти. Закінчив міжнародний курс за спеціальністю «Травматологія та ортопедія» за системою АО в Давосі (Швейцарія, поч. 1990-х).
Працював у Київському НДІ ортопедії та травматології (1985—1997, науковий співробітник), представництві швейцарської медичної компанії «Mathys» в Україні (1995—1997, голова представництва), рекламному агентстві «Атлант ЮЕмСі» (з 1997, генеральний директор, власник), видавництві «Літтон» (2000—2008, президент, співзасновник), журналі «Ре!Zони» (2001, власник), компанії «Арт-блюз» (з 2002, генеральний директор, власник), галереї «Триптих» (з 2003, власник), журналі «Аура» (2007—2009, головний редактор, власник), інтернет-платформі «Культпростір» (з 2014, власник). Живе у Києві.
Автор медичного патенту «Спосіб переднього спонділодезу» (Київський НДІ ортопедії). Авторське свідоцтво СРСР № 833226, кл. А 61 В 17/56, 1981. Винахід використовується для кістково-пластичної фіксації хребта під час його пошкоджень та захворювань.

## Видавнича діяльність

### Видання «Атлант ЮЕмСі»
«Атлант ЮЕмСі» (засновник і генеральний директор Юрій Комельков) — рекламне агентство повного циклу. Засноване у 1997. Дійний член Всеукраїнської рекламної коаліції. Напрямки діяльності: реклама і події (B2B, B2C, HR, брендинг, BTL, PR і медіа), виробництво реклами (відео і аудіо, POS-матеріали, виставкове обладнання та стенди, телевізійні студії, поліграфія).
Компанія організовувала щорічні збори Ради керуючих ЄБРР у Києві. Агентство отримало понад 40 міжнародних і національних нагород, серед яких Гран-прі Київського міжнародного фестивалю реклами (2001), 9 перших місць Московського, Казанського та Київського міжнародних фестивалів реклами, 8 других місць, 1 третє місце, 8 звань фіналіста.
«Атлант ЮЕмСі» зареєстроване як видавництво (свідоцтво про внесення до Державного реєстру суб'єктів видавничої справи ДК № 1918). З 1997 видано сотні книг, випускалися журнали. Книжкова продукція — медичного, наукового та художнього спрямування. Вирізняються видання, присвячені мистецтву — понад 500 буклетів, каталогів і альбомів сучасних українських художників.
Центральним книжковим проєктом стало масштабне видання «Декоративне мистецтво України кінця XX століття. 200 імен» (2002). Вперше за роки незалежності в одній книзі була представлена творчість 200 найкращих художників країни. Альбом-каталог вийшов у лідери рейтингу «Книжка року 2003» (переміг у номінації «Візитівка», 2 місце у Гран-прі). Автор ідеї стала лауреатом Національної премії України імені Тараса Шевченка (2006).
До вагомих книжкових проєктів належить великий альбом-каталог «Іван Марчук» (2004). Книга ілюструє всі етапи творчості митця. Виділяються фотоальбоми «День. Фото 1999—2003» (2003), «Кадр за кадром: Кіра Муратова. Хроніка одного фільму» (2007), «Київ — місто каштанів» (2007), художні альбоми «Анатолій Криволап. Структури» (2009, під егідою Національного художнього музею України) і «Київський музей російського мистецтва» (2009, 4 варіанти обкладинки).
Випущені альбоми Ігоря Горіна (1999), Ольги Антоненко (2004), Едуарда Бельського (2004, 2006), Марії Примаченко (2004), Євгена Дерев'янка (2005). В окремих виданнях і серіях — Івана Марчука (2004, 2005, 2008), Олексія Владимирова (2005, 2012), Анатолія Криволапа (2006, 2008, 2009), Володимира Буднікова (2007, 2010).
Видано 5 серій альбомів. В серії «Живопис» 9 альбомів: Анатолія Криволапа (2006, 2008), Ігоря Єлисеєва (2006), Володимира Буднікова (2007, 2010), Івана Марчука (2008), Галини Неледви (2009), Віктора Рижих (2009) й Матвія Вайсберга (2010). Серія «Живопис. Левкас» представлена Леонідом Бернатом (2006) і Олексієм Малих (2007), серія «Живопис. Графіка» — Олександром Бабаком (2008), серія «Малюнок» — Олександром Сухолітом (2010), серія «Скульптура» — Олексієм Владимировим (2012). Образотворчі видання виходили українською, російською і англійською мовами.

### Журнал «Ре!Zони»
2001 випускався журнал «Ре!Zони». Засновник й видавець — видавництво «Літтон» (президент Юрій Комельков). Назва розшифровується «рекламні зони». Вийшло 3 номери видання. Повноколірний глянцевий журнал, обсяг від 72 до 80 с. Журнал російськомовний. Професійне видання для учасників рекламного ринку України.

### Журнал «Аура»
2007—2009 видавався мистецький журнал «Аура» (ISSN 1996-5206). Засновник і головний редактор Юрій Комельков. Вийшло 7 номерів видання (№ 1 у 2007, № 1-4 у 2008 й № 1-2 у 2009). Повноколірний глянцевий журнал, обсягом від 116 до 124 с. Переважна частина статей російською мовою, деякі українською. Спеціалізація — образотворче та декоративне мистецтво.
Журнал поєднав інформативність, популярну форму викладу і якість ілюстрацій. Серед постійних авторів — колекціонер Ігор Диченко, тележурналіст Юрій Макаров, куратор Ольга Лопухова. Одна з центральних рубрик — «Золота колекція», присвячена найкращим художникам. Партнерами журналу стали три провідні художні музеї країни — Національний художній музей України, Національний музей мистецтв імені Богдана та Варвари Ханенків і Національний музей «Київська картинна галерея».

### Інтернет-платформа «Культпростір»
2013 за ініціативою Ю. Комелькова заснована фундація «КультАура». Вона покликана «повернути належну увагу і ставлення до культури серед усіх верств населення та інституцій». Робочим інструментом фундації є платформа «Культпростір».
Цілі «Культпростору»: 1) стати авторитетним джерелом інформації про культуру; 2) рейтинговою панеллю; 3) компанією, що організовує й реалізує системні проєкти в галузі культури; 4) активним дискусійним майданчиком. Старт нового ЗМІ відбувся 1 липня 2014. Редакційні матеріали виходять синхронно українською й російською мовами. В інтернет-виданні працює 7 осіб. Станом на січень 2015 «Культпростір» мав аудиторію понад 100 тис. читачів щомісяця й 9 тис. підписників у Facebook.

## Галерейна діяльність

### Галерея «Триптих»
Початком галерейної діяльності Юрія Комелькова стало придбання київської галереї «Триптих» (2003).
Це перша приватна галерея столиці, заснована у 1988 п'ятьма співзасновниками (О. Міловзоров, В. Ісупов, Н. Ісупова, Н. Пікуш і Н. Лапчик) — митцями, що задали основний напрям діяльності (декоративно-ужитковий). За популярність серед художників письменник Андрій Курков назвав «Триптих» «наріжним каменем Андріївського узвозу». Виставки висвітлювалися у пресі. Скажімо, газета «День» презентувала експозицію Людмили Бруєвич, «Дзеркало тижня» — Неллі Ісупової. Були зарубіжні огляди. Латвійська щоденна газета «Diena» (Рига) анонсувала виставку Яніса Мелецкіса, яка відбулася під егідою Посольства Латвії в Україні (1998).
На час придбання галерея «Триптих» мала багату історію, проте перебувала в занедбаному стані. Новим власником була проведена реставрація приміщення і повний ребрендинг галереї. Заклад став проводити регулярні експозиції, брати участь у міжнародних проєктах, засновані щорічні пленери, видавалися каталоги художників. Образотворчий напрямок (малярство, скульптура, графіка) став домінуючим. Вперше у галерейній практиці столиці були застосовані сучасні бізнес-технології. Почата системна праця над формуванням серед бізнес-еліти країни попиту на предмети мистецтва.
З 2004 розпочато ряд великих проєктів. Вони характеризуються синтезом видавничої й галерейної складових. Книга «Декоративне мистецтво України кінця XX століття. 200 імен» стала 1-м етапом однойменного проєкту. 2-й етап — виставка «Сучасне професійне декоративне мистецтво. Трансформація образу» в Українському домі (2003). Виставлялися понад 1000 експонатів. Виставка стала найбільш відвідуваною мистецькою подією року. Арт-проєкт був взятий під патронат Президента України (2003). Завершальний 3-й етап реалізований на міжнародному рівні. Він презентований у Парижі виставкою в штаб-квартирі ЮНЕСКО, на урочистостях на честь 50-річчя членства України у цій організації (2004). Подія отримала високу оцінку Генерального директора ЮНЕСКО Коїхіро Мацуура, висловлену ним у листі Президенту України. Проєкт «200 імен» три роки переміщувався країнами Західної Європи (Франція, Бельгія, Голландія).
До 20-ї річниці Чорнобильської катастрофи був організований арт-проєкт «Міст» — дві однойменні виставки у Києві і в Парижі, у штаб-квартирі ЮНЕСКО (Франція, 2006). «Триптих» представив Україну на одному з найбільших арт-ярмарків Європи «Art Karlsruhe» (Карлсруе, Німеччина; 2006). Галерея декілька років брала участь у міжнародному ярмарку сучасного мистецтва «Арт Манеж» (Москва, Росія; 2006—2010). Була представлена на міжнародному мистецькому форумі «Art Vilnius 2009» (Вільнюс, Литва; 2009). Стала учасником великого європейського арт-ярмарку «20th Istanbul Art Fair» (Стамбул, Туреччина; 2010).
Галерея брала участь у вітчизняних заходах. Це «Art Kyiv Contemporary» (Київ, 2006—2014), «Тиждень актуального мистецтва 2010» (Львів).
І художній пленер галереї «Триптих» — «Скляний Дім» (2003) відбувся у Криму, на мисі Айя. ІІ і III художні пленери проведені у Созополі (Болгарія, 2005—2006), на території давньогрецької колонії Аполлонії Понтики. У третьому пленері взяли участь 15 художників. За результатами пленерів видані каталоги.
Після презентації альбому-каталогу «Іван Марчук» галерея «Триптих» провела найбільшу виставку Івана Марчука, яка зайняла чотири поверхи Українського дому (2005). У 2013 у галереї пройшов «Малий скульптурний салон», де експонувалися 104 композиції 25 скульпторів.
Експозиції були популярні серед центральних періодичних видань. Наприклад, газета «День» розміщувала публікації про вернісажі художників Яни Бистрової, Катерини Косьяненко, Владислава Шерешевського, Івана Марчука. Газета «Хрещатик» публікувала репортажі про експозиції Анни Криволап, Вачагана Норазяна, Бориса Фірцака, Матвія Вайсберга, Оксани Стратійчук, Гліба Вишеславського й Віри Вайсберг, Олександра Друганова. Газета «Комерсант Україна» висвітлювала виставку Звіада Гоголаурі. «Капітал» анонсував вернісаж Анатолія Криволапа. «Газета по-українськи» подала репортажі з урочистостей до 25-річного ювілею галереї.
Галерея «Триптих» стала предметом академічних студій. Виставка Олега Мінька розглядалася у збірнику наукових праць Інституту проблем сучасного мистецтва НАМ України. Експозиційна діяльність галереї згадується в зарубіжних каталогах, виданих у Польщі (Люблін), Туреччині (Стамбул).

### Галерея «Арт-блюз»
Компанія «Арт-блюз» заснована Юрієм Комельковим у 2002. Компанія входить до торгово-промислового об'єднання — групи компаній «Фокстрот». Галерея сучасного мистецтва «Арт-блюз», котра носить ім'я компанії-власника, заснована в 2004. Діяльність синхронна з галереєю «Триптих».

## Колекція
Юрій Комельков почав колекціонувати з 1999. Загальна кількість предметів колекції становить понад 1000. До колекції входить живопис, скульптура, графіка і декоративно-ужиткове мистецтво.
Зібрані твори сучасних українських художників. Малярство представлене іменами Анатолія Криволапа, Івана Марчука, Петра Лебединця, Матвія Вайсберга, Володимира Буднікова, Владислава Шерешевського, Віктора Рижих, Галини Неледви, Сергія Гая, Бориса Буряка, Олександра Животкова, Миколи Журавля, Олександра Бабака, Олексія Литвиненка, Едуарда Бельського, Оксани Стратійчук, Романа Романишина, Олега Денисенка, Михайла Демцю, Бориса Єгіазаряна, Вачагана Норазяна.
В зібранні є моноколекції скульпторів Олександра Сухоліта (понад 40 робіт), Олексія Владимирова, Миколи Білика. Декоративно-ужиткові вироби — з кераміки, металу, дерева, текстилю (гобелени, килими, батік) і скла.
Щороку частина колекції виставлялася у галереї «Триптих» (2003—2014). До 25-річчя галереї видана ювілейна серія поштових листівок з репродукціями 32 найпопулярніших сучасних українських живописців, скульпторів і графіків з приватної колекції Юрія Комелькова. Наклад 320 тис. примірників. Листівки призначалися для відвідувачів масштабних київських виставок.

## Пленери, благодійність
Юрій Комельков був ініціатором і куратором трьох скульптурних пленерів у Вишгороді (2008, до 1020-річчя Хрещення Русі), Бучі (2009) й Ірпені (2014). Художнім керівником пленерів був Микола Білик. 18 жовтня 2014 у центрі Ірпеня відкритий сквер пленерних скульптур. За результатами пленерів видані каталоги.
Ю. Комельков брав участь у благодійному марафоні до дня святого Миколая «Диво починається» на телеканалі «Інтер» (2014). Марафон ініціював збір коштів задля придбання медичного обладнання для немовлят.

### Окремі видання
1. Ігор V. Горін. Живопис, малюнки. — [К.] : Вид-во «Атлант UMS», [1999]. — 63 с. (укр.) (англ.)
2. Декоративне мистецтво України кінця XX століття. 200 імен: альбом-каталог. — К. : ЗАТ «Атлант ЮЕмСі», 2002. — 511 с. — ISBN 966-95919-2-9. (укр.) (англ.)
3. День. Фото 1999—2003. — [К. : ЗАТ «Атлант ЮЕмСі», 2003]. — 79 с. (укр.) (англ.)
4. Едуард Бельський : [альбом]. — [К. : Вид-во «Атлант ЮЕмСі», 2004]. — 47 с. (укр.) (англ.)
5. Іван Марчук: альбом-каталог. — К. : ТОВ «Атлант ЮЕмСі», 2004. — 519 с. — ISBN 966-95919-7-X. (укр.) (англ.)
6. Марія Примаченко. Живопис. З приватної колекції К. А. Бондарева. — К. : [ТОВ «Атлант ЮЕмСі»], 2004. — 43 с.
7. Ольга Антоненко. Живопись. — [К. : Изд-во «Atlant UMS»], 2004. — 22 с. (рос.)
8. Алексей Владимиров. Скульптура. — К. : ООО «Атлант ЮЭмСи», 2005. — 83 с. — ISBN 966-95919-9-6. (рос.) (англ.)
9. Євген Дерев'янко. Скульптор. — [К. : ТОВ «Атлант ЮЕмСі», 2005]. — 39 с. (укр.) (англ.)
10. Іван Марчук. Творчий період 1965—2005. — [К. : ТОВ «Атлант ЮЕмСі», 2005]. — 28 с. (укр.) (англ.)
11. Едуард Бельський : [альбом]. — [К. : Вид-во «Атлант ЮЕмСі», 2006]. — 47 с. (укр.) (англ.)
12. Donin [Донин, К. А.]. Кадр за кадром: Кира Муратова. Хроника одного фильма. — К. : ООО «Атлант-ЮЭмСи», 2007. — 119 с. — ISBN 978-966-8968-11-2. (рос.)
13. Київ — місто каштанів: фотоальбом. — К. : ТОВ «Атлант ЮЕмСі», 2007. — 175 с. — ISBN 978-966-8968-10-5. (укр.) (англ.)
14. Анатолій Криволап. Структури. —[К. : ТОВ «Атлант ЮЕмСі», 2009]. — [105] с. (укр.) (англ.)
15. Київський музей російського мистецтва / [авт.-укл. Т. М. Солдатова, К. І. Ладиженська]. — К. : ТОВ «Атлант ЮЕмСі», 2009. — 295 с. — ISBN 978-966-8968-25-9. (укр.) (рос.) (англ.)
16. Благодійний аукціон сучасного мистецтва / благодійний фонд «Джерело надії». — [К. : ТОВ «Атлант ЮЕмСі»], 2012. — 55 с.
17. Скульптурний пленер «Мій Ірпінь». Мистецтво твориться на ваших очах. — Ірпінь, 2014. — 19 с.

### Серія «Живопис»
1. Анатолій Криволап. Український мотив. Ностальгія. 2000—2005 рр. — К. : ТОВ «Атлант ЮЕмСі», 2006. — [64] с. — (Живопис). (укр.) (англ.)
2. Ігор Єлісеєв : [альбом]. — К. : ТОВ «Атлант ЮЕмСі», 2006. — [64] с. — (Живопис). (укр.) (англ.)
3. Володимир Будніков : [альбом]. — К. : ТОВ «Атлант ЮЕмСі», 2007. — [153] с. — (Живопис). (укр.) (англ.)
4. Анатолій Криволап. Український мотив. Тиша. 2005—2008 рр. : альбом. — К. : ТОВ «Атлант ЮЕмСі», 2008. — [83] с. — (Живопис). — ISBN 978-966-8968-21-1. (укр.) (англ.)
5. Іван Марчук. Дорога додому: альбом. — К. : ТОВ «Атлант ЮЕмСі», 2008. — [135] с. — (Живопис). — ISBN 978-966-8968-22-8. (укр.) (англ.)
6. Віктор Рижих: альбом. — К. : ТОВ «Атлант ЮЕмСі», 2009. — 79 с. — (Живопис). (укр.) (англ.)
7. Галина Неледва: альбом. — К. : ТОВ «Атлант ЮЕмСі», 2009. — 79 с. — (Живопис). (укр.) (англ.)
8. Володимир Будніков. Пейзажі 1968—2008 : альбом. — К. : ТОВ «Атлант ЮЕмСі», 2010. — 119 с. — (Живопис). (укр.) (англ.)
9. Матвій Вайсберг: альбом. — К. : ТОВ «Атлант ЮЕмСі», 2010. — 79 с. — (Живопис). (укр.) (англ.)

### Інші серії альбомів
1. Леонід Бернат : [альбом]. — К. : ТОВ «Атлант ЮЕмСі», 2006. — [58] с. — (Живопис. Левкас). (укр.) (англ.)
2. Олексій Малих : [альбом]. — К. : ТОВ «Атлант ЮЕмСі», 2007. — [64] с. — (Живопис. Левкас). (укр.) (англ.)
3. Олександр Бабак : [альбом]. — К. : ТОВ «Атлант ЮЕмСі», 2008. — [103] с. — (Живопис. Графіка). (укр.) (англ.)
4. Олександр Сухоліт: альбом. — К. : ТОВ «Атлант ЮЕмСі», 2010. — 63 с. — (Малюнок). (укр.) (англ.)
5. Алексей Владимиров. Скульптура. — К. : ТОВ «Атлант ЮЭмСи», 2012. — 151 с. — (Скульптура). (рос.) (англ.)

### Інтерв'ю
1. Галерист Юрий Комельков: «Быть игроком на рынке, которого нет, непросто» [Архівовано 2 квітня 2015 у Wayback Machine.] / [беседовала] О. Островерх // Сейчас. — 2005. — № 136. (рос.)
2. «Спілкуючись із мистецтвом, людина радикально змінюється». Галерист Юрій Комельков — про найдешевший і найефективніший спосіб позитивно вплинути на суспільство [Архівовано 3 Квітня 2015 у Wayback Machine.] / [інтерв'ю] М. Токмак // День. — 2009. — № 147. — С. 22.
3. И то, и другое, и третье… [Архівовано 2 Квітня 2015 у Wayback Machine.] / беседу вел Д. Котин // Народний депутат. — 2013. — № 5. — С. 142—144. (рос.)
4. «Триптих»: життя після… життя. Після дворічної перерви відновила свою роботу одна з найдавніших галерей Києва [Архівовано 2 Квітня 2015 у Wayback Machine.] / [інтерв'ю] І. Гордійчук // День. — 2013. — № 71.
5. У розвинених країнах міністр культури — третя людина в уряді. У нас — остання [Архівовано 8 Липня 2019 у Wayback Machine.] / [розмову з Ю. Комельковим вели] О. Богачевська, О. Павлова // Країна. — 2013. — № 41.